# Andělé v Americe (divadelní hra)
Andělé v Americe: Gay fantazie na národní témata (anglicky Angels in America: A Gay Fantasia on National Themes) je dvoudílná divadelní hra amerického dramatika Tonyho Kushnera. První část, Milénium se blíží (anglicky Millennium Approaches), měla premiéru v roce 1991, druhá část, Perestrojka (anglicky Perestroika), o rok později, v roce 1992. Hra získala několik ocenění, například Pulitzerovu cenu za drama či cenu Tony za nejlepší divadelní hru.
Do češtiny Anděly v Americe přeložila Jitka Sloupová v letech 1993 (Milénium se blíží) a 1994 (Perestrojka).
V roce 2003 byla dle hry natočena minisérie Andělé v Americe. Text hry na televizní scénář upravil sám autor Tony Kushner.

## Postavy
Hra je napsaná pro osm herců, z nichž každý má hrát dvě či více rolí.

### Hlavní postavy
- Prior Walter – Homosexuální muž žijící s AIDS. Během hry má několik nebeských vidění. Na začátku je v čtyři a půl roku dlouhém vztahu s Louisem Ironsonem. Poté, co se Louisovi svěří se svou diagnózou, se však jejich vztah rozpadne. Jeho nejlepší přítel je Belize.
- Louis Ironson – Soudní zapisovatel, žid a Priorův přítel. Protože se nedokáže vyrovnat s Priorovou nemocí, opustí ho. Později naváže vztah s Joem Pittem. S ním se však následně také rozejde, když se dozví o jeho soudních rozhodnutích a o jeho blízkém vztahu k Royi Cohnovi.
- Harper Pittová – Agorafobička, mormonka a žena v domácnosti. Její manžel je Joe Pitt, jejich manželství ale není šťastné. Je mírně závislá na valiu, kvůli kterému má občas halucinace. V nich se několikrát potká s Priorem, který má v tu stejnou chvíli sní, a mimo jiné se od něj dozví, že je její manžel gay. Později Joea opustí a začne nový život v San Franciscu.
- Joe Pitt – Manžel Harper, mormon, advokát a republikán podporující Ronalda Reagana. Přítel Roye Cohna, jenž je mu otcovskou figurou, přičemž Joe se svým zesnulým otcem neměl vřelý vztah. Postupně se vyrovnává se svou potlačenou homosexualitou. I když opustí Harper, aby byl s Louisem, snaží se s ní udržovat kontakt.
- Roy Cohn – Právník a skrytý gay, inspirovaný skutečným Royem Cohnem. Je mu diagnostikován AIDS, se svou diagnózou se však odmítá komukoli svěřit a tvrdí, že má rakovinu jater. Je toho názoru, že není homosexuál, protože podle něj je to nálepka označující člověka bez moci a vlivu, které on však má.
- Belize – Zdravotní sestra a drag queen. Bývalý partner Priora a jeho současný nejlepší přítel. Stane se ošetřovatelem Roy Cohna. Po Royově smrti vezme jeho nashromážděné léky AZT a dá je Priorovi.
- Hannah Pittová – Matka Joea. Poté, co se jí Joe vyoutuje, se přestěhuje ze Salt Lake City do New Yorku. Později se spřátelí s Priorem a zúčastní se jeho vidění, při kterém ji políbí Anděl.
- Anděl – Poselkyně z nebe, která promlouvá k Priorovi a později se mu i zjeví. Oznámí mu, že je prorok, a pomůže mu převzít antimigrační epištolu.

### Vedlejší postavy
- Rabín Isidor Chemelwitz – Postarší ortodoxní rabín. Vykoná pohřební službu Louisovy babičky. Hraje ho představitelka Hanny.
- Pan Bouda[pozn. 1] – Imaginární přítel Harper. Je agent Mezinárodního Řádu Cestovních Agentů, pomůže Harper vycestovat na Antarktidu (v její mysli). Hraje ho představitel Belize.
- Emily – Priorova ošetřující sestra. Hraje ji představitelka Anděla.
- Henry – Dlouholetý lékař Roye Cohna, kterému diagnostikuje AIDS. Hraje ho představitelka Hanny.
- Martin Heller – Publicista Ministerstva spravedlnosti pod Reaganovou administrativou, který podlézá Royovi. Hraje ho představitelka Harper.
- Ethel Rosenbergová – Duch, který se zjevuje Royovi. Je inspirovaný skutečnou Ethel Rosenbergovou, ženou, která byla popravena na elektrickém křesle, protože údajně vyzradila tajemství výroby atomové bomby Sovětskému svazu.[5] Hraje ji představitelka Hanny.
- Prior 1 a Prior 2 – Duchové Priorových předků. Prior 1 je Yorkshirský farmář ze třináctého století, Prior 2 je britský aristokrat ze století sedmnáctého. Priora navštíví, aby mu zvěstovali příchod Anděla. Hrají je představitelé Joea a Roye.
- Muž v parku – Muž, kterého Louis potká v Central Parku, když vyhledává sex. Hraje ho představitel Priora.
- Sestra Ella Chapterová – Realitní makléřka a známá Hanny, které jí pomůže prodat její dům v Salt Lake City. Hraje ji představitelka Anděla.
- Bezdomovkyně – Bezdomovkyně, na kterou narazí Hannah po příjezdu do New Yorku. Hraje ji představitelka Anděla.
- Eskimák – Imaginární přítel Harper v její halucinaci, ve které žije na Antarktidě. Hraje ho představitel Joea.
- Aleksii Antedilluvianovič Poparáděv – „Nejstarší žijící bolševik na světě“, jenž má proslov na začátku Perestrojky. Hraje ho představitelka Hanny.
- Mormonská rodina – Rodina manekýnů v dioráma v Mormonském návštěvním centru, ve kterém dobrovolničí Harper a Hannah. Otec vypadá jako Joe a později se jím i stane ve společné halucinaci Harper a Priora. Hraje ho představitel Joea. Matka později také oživne. Hraje ji představitelka Anděla. Jejich dvěma synům, Calebovi a Orrinovi, propůjčují hlas představitelé Belize a Anděla ze zákulisí.
- Kontinentální principality – Rada Andělů, které Prior navštíví v Nebi, aby jim navrátil antimigrační epištolu a zřekl se své role proroka. Jsou správci nebe a Země od doby, kdy Bůh dezertoval. Jsou to andělé Europa (hraje ho představitel Joea), Africa (hraje ji představitelka Harper), Oceania (hraje ho představitel Belize), Asia (hraje ji představitelka Hanny), Australia (hraje ho představitel Louise) a Antarctica (hraje ho představitel Roye).
- Sarah Ironsonová – Louisova mrtvá babička. Prior ji potká v nebi, kde hraje karty s rabínem Isidorem Chemelwitzem, a prozradí jí, že je Louis gay. Hraje ji představitel Louise.

## Děj
Děj Milénia a Perestrojky se odehrává v časovém období mezi podzimem roku 1985 a únorem roku 1986, převážně v New Yorku, v době vlády Ronalda Reagana, kdy v Americe propuká epidemie AIDS. Epilog se odehrává čtyři roky po skončení Perestrojky.
Dějové linky se často střídají po jednotlivých obrazech, navzájem se prolínají a někdy se odehrávají ve stejný čas (v rámci stejného obrazu).

### Část první: Milénium se blíží
Hra začíná výstupem rabína Isidora Chemelwitze na pohřbu Sarah Ironsonové, babičky Louise Ironsona. Ve svém proslovu hovoří o generaci židů, kteří přepluli oceán, aby si vybudovali domov ve Spojených státech, mezi které ona patřila. Po pohřbu se Louisovi svěří jeho partner, se kterým žije čtyři a půl let, Prior Walter, že má AIDS. Louis to špatně nese a jde se poradit za rabínem, co se v Bibli píše o člověku, jenž opustí blízkou osobu ve chvíli nouze. Rabín mu odpoví, že Bible o takovém člověku nemá co říci, a že pokud chce Louis odpuštění, má jít za knězem, protože židé věří ve vinu.
Advokát Joe Pitt hovoří s Royem Cohnem, vlivným právníkem, v Royově kanceláři. Roy pobízí Joea, aby přijal nabídku práce ve Washingtonu, D.C.(Royovi totiž hrozí vyloučení z advokátní komory, protože si půjčil peníze od klienta, a Joe by mu ze svého nového pracovního místa mohl pomoct), Joe odpoví, že se musí poradit se svou ženou Harper. Harper je mezitím sama doma a při halucinaci způsobené konzumací valia se jí zjeví Pan Bouda, agent fiktivního Mezinárodního Řádu Cestovních Agentů, který jí doporučí dovolenou. Po příchodu Joea domů zmizí. Joe se Harper zeptá, zda se chce přestěhovat a Harper odpoví, že nechce.
Joe se v práci potká s Louisem (který pracuje jako soudní zapisovatel), když Louis oplakává Priorovu diagnózu. Harper zase potká Priora v jeho snu, zatímco ona halucinuje. Dozví se od něj, že Joe je gay. Nejdříve tomu nechce uvěřit, později se na to však sama Joea zeptá. Joe ale odpoví, že gay není.

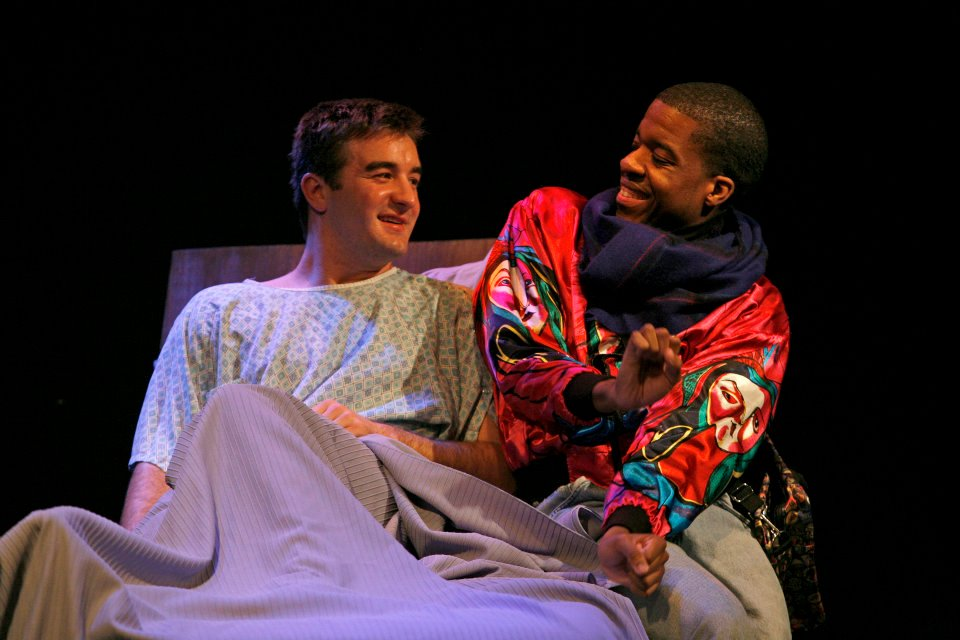
Prior a Belize v Priorově nemocničním pokoji

Royovi jeho dlouholetý lékař Henry diagnostikuje AIDS. Roy diagnózu odmítne s tím, že AIDS mají homosexuálové, což on není. Dle něj slovo „homosexuál“ označuje člověka, jenž nemá vliv, ani moc, což on má, a tedy nemá AIDS, ale rakovinu jater. S tím, že umírá, se později svěří Joeovi (že má AIDS mu však neřekne).
Priorova nemoc se zhorší natolik, že skončí v nemocnici, kde se o něj stará zdravotní sestra Emily. Louis se s Priorovou nemocí už nedokáže vypořádávat a odstěhuje se od něj. Joe v noci zavolá své matce, Hanně Pittové, a přizná se jí, že je gay. Následně to řekne i Harper. Hannah kvůli tomu prodá svůj dům v Salt Lake City a přestěhuje se do New Yorku. Joe naváže romantický poměr s Louisem.
Stav Roye a Priora se zhoršuje. Royovi se začne zjevovat duch Ethel Rosenbergové, ženy, jejíž smrt ilegální cestou zapříčinil. K Priorovi zase začne promlouvat andělský hlas. Na konci Milénia se mu majitelka hlasu, Anděl, zjeví, sdělí mu, že je prorok, a daruje mu antimigrační epištolu.

### Část druhá:Perestrojka
Perestrojka začíná proslovem Aleksiie Antedilluvianoviče Poparáděva, nejstaršího žijícího bolševika na světě, o změně a posunu vpřed.
Roy Cohn se dostane do nemocnice a jeho ošetřovatelem se stává Belize. I když se navzájem nesnáší, Belize Royovi poradí, aby odmítl ozařování pro jeho předstíranou rakovinu jater a aby si s pomocí svých vlivných známých sehnal pravé léky AZT, namísto placeb. Prior má nebeské vidění, při kterém se dozvídá, že Bůh opustil nebe a Zemi, a že se vrátí jen tehdy, až lidé zastaví svůj pohyb, migraci a progres. Belize Priorovo vidění odsoudí a poukáže na souvislost zastavení pohybu s odchodem Louise od Priora.
Harper se ve své mysli společně s Panem Boudou ocitá na Antarktidě, uhryže strom a je zadržena policisty, kteří zkontaktují Hannu. Hannah a Harper spolu začnou bydlet a Hannah si najde práci v Mormonském návštěvním centru. Harper zde tráví čas s ní. Jednoho dne zde potká Priora a spolu se dívají na dioráma mormonské rodiny.
Joe Louisovi odhalí, že je mormon, svlékne se před ním ze svého chrámového garmentu, své „druhé kůže“, a vyzná mu lásku. Louis vysloví touhu setkat se s Priorem a učiní tak. Během jejich setkání Prior vyjádří zklamání z toho, že v New Yorku žije tisíce gayů s AIDS, a všichni z nich mají partnera či přítele, který se o ně stará, až na něho – on má Louise.
Belize prozradí Louisovi, že se Joe zná s Royem Cohnem, což Louise rozhořčí a nechce tomu uvěřit. Později si však obstará Joeovy rozsudky (které psal za své nadřízené) a konfrontuje ho ohledně nich. Pohádají se a Joe Louise uhodí, čehož následně lituje.

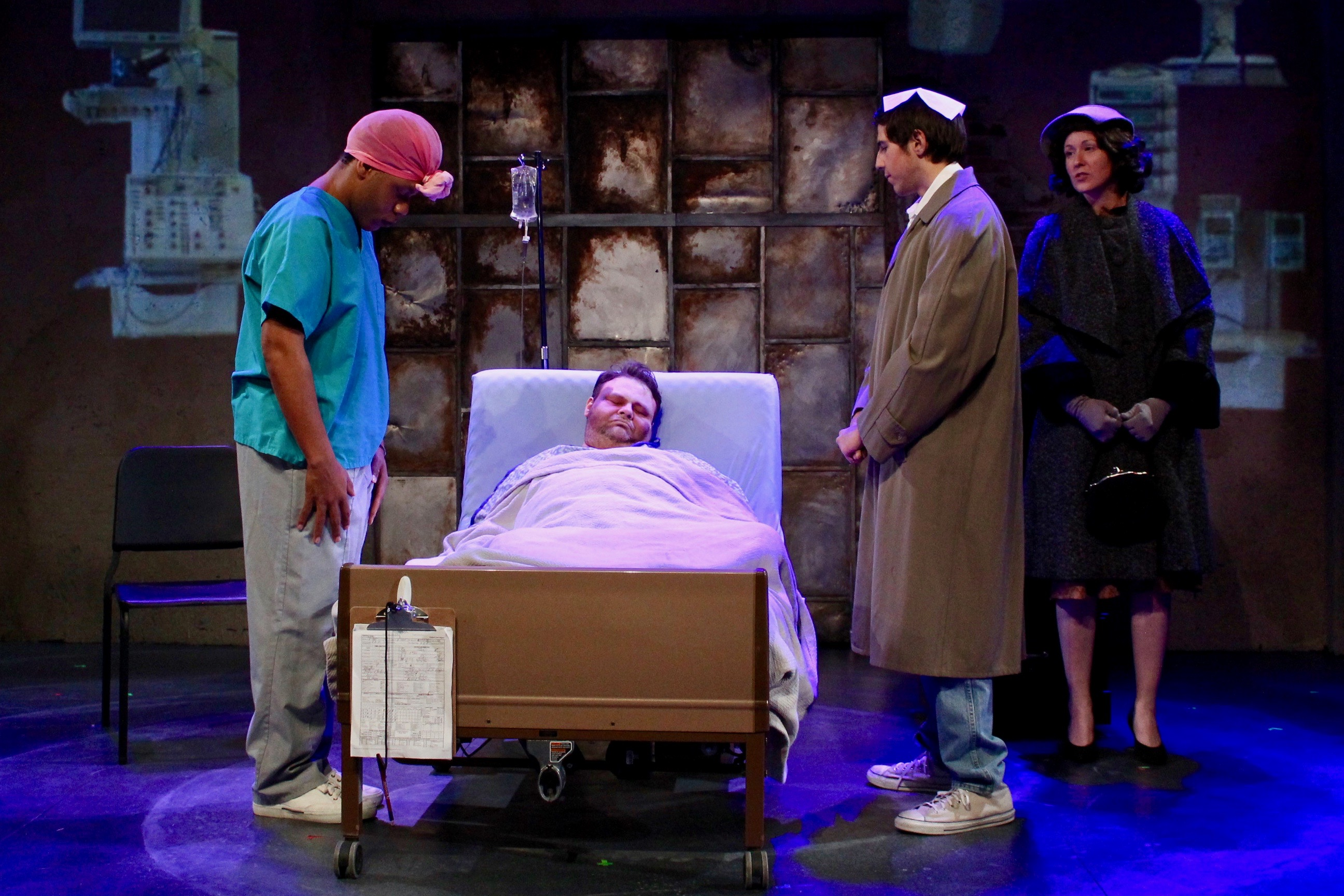
Kadiš za Roye Cohna

Roy předstírá svou smrt, aby přinutil Ethel Rosenbergovou zpívat, což se mu povede. Chvíli na to zemře doopravdy. Belize potom do jeho nemocničního pokoje přivede Louise, aby mu pomohl se sebráním všech léků AZT, které měl Roy nashromážděné, a aby Louis zarecitoval kadiš, židovský chvalozpěv, jako jistou formu poděkování za léky. Louis si nejprve nemůže vzpomenout na žádná slova, nakonec ho však odrecituje celý spolu s duchem Ethel Rosenbergové. Duch Roye se následně zjeví Joeovi a políbí ho.
Prior znovu navštíví Mormonské návštěvní centrum, kde se seznámí s Hannou, která ho doprovodí do nemocnice a zůstane tam s ním. Zúčastní se tak jeho vidění a poradí mu, aby se s Andělem pral. Prior Anděla přemůže, předtím, než však Anděl odejde, políbí Hannu, která následně prožije orgasmus.
Prior poté navštíví nebe, kde se setká s radou Andělů. Vysvětlí jim, že se lidé zastavit v pohybu nemohou, a navrátí jim antimigrační epištolu. Když se z nebe vrací zpět na Zemi, zahlédne Roye Cohna v pekle.
Následující den Priora navštíví Louis a oznámí mu, že se k němu chce vráti. Prior mu odpoví, že ho také stále miluje, ale že se k sobě vrátit nemohou.
Harper oznámí Joeovi, že ho opouští, a odstěhuje se do San Francisca.

### Epilog
Je únor roku 1990. Prior, Louis, Belize a Hannah jsou shromážděni u Bethesdské fontány v New Yorku. Louis, Belize a Hannah se dohadují o politice. Prior je ztiší a promluví přímo ke čtenářům/divákům. Mluví o historii Bethesdské fontány, jež je jeho nejoblíbenějším místem. Hovoří o tom, že s AIDS žije o půl roku déle, než žil s Louisem a o své naději na život. Na závěr všem přeje více života, přičemž svou řeč zakončuje slovy „Velké dílo začíná.“

Bethesdská fontána

## Uvedení v Česku
Andělé v Americe měli českou premiéru 2. února 2019 v Divadle ABC. Scénář byl přeložen Jitkou Sloupovou a upraven režisérem Michalem Dočekalem. Viktor Dvořák za svůj herecký výkon jako Louis Ironson získal Cenu Thálie. Do širších nominací se dostali i Tomáš Havlínek za roli Priora Waltera a Ondřej Pavelka za roli Roye Cohna. Michal Dočekal byl za režii navržen na Cenu Divadelních novin. Inscenace měla derniéru 18. února 2023.

### Obsazení
| Roy M. Cohn / Anděl Antarctica                                                                                           | Ondřej Pavelka                                           |
| Joseph Porter Pitt / Eskymák / Anděl Europa                                                                              | Martin Donutil                                           |
| Harper Amaty Pittová / Martin Heller / Anděl Africa                                                                      | Beáta Kaňoková                                           |
| Louis Aronson / Anděl Australia                                                                                          | Viktor Dvořák                                            |
| Prior Walter / Muž v parku                                                                                               | Tomáš Havlínek                                           |
| Hannah Porter Pittová / Isidor Chemelwitz / Ethel Rosenbergová / Henry / Alexej Antedilluvianovič Poparáděv / Anděl Asia | Eva Salzmannová                                          |
| Belize / Pan Bouda / Anděl Oceania                                                                                       | Filip Březina                                            |
| Anděl / Emily / Bezdomovkyně                                                                                             | Evellyn Pacoláková                                       |
| Ostatní Andělé | Lucie Anna Zatloukalová / Anežka Hessová, Jakub Dittrich |

Hudbu k inscenaci dělal Ivan Acher, kostýmy Zuzana Bambušek Krejzková, scénu Martin Chocholoušek a dramaturgii Simona Petrů a Michal Zahálka.

## Adaptace

### Seriál
V roce 2003 společnost HBO Films vytvořila adaptaci Andělů v Americe v podobě stejnojmenné minisérie. Text hry pro televizní vysílání upravil Tony Kushner, režisérem byl Mike Nichols. Minisérie má šest dílů, které dohromady mají šest hodin. Byla oceněna 11 cenami Emmy a pěti Zlatými glóby.
V Česku byla série v českém znění vysílána v roce 2004. Hlavní hvězdnou trojici Al Pacina, Meryl Streepovou a Emmu Thompsonovou (představitele Roye Cohna, Hanny Pittové a Emily, již ztvárnily i další postavy) v českém znění namluvili Alois Švehlík, Zlata Adamovská a Simona Postlerová. Minisérie byla nominována i na některá specificky česká ocenění: televizní cenu Elsa a Zvláštní cenu Františka Filipovského za mimořádné dabingové zpracování.

### Opera
Hra se stala základem libreta opery Petera Eötvöse Angels in America – The Opera, která měla světovou premiéru v pařížském Théâtre du Châtelet v listopadu 2004.

### Hudba
Monolog Priora Waltera v pátém obrazu pátého jednání byl v roce 2009 zhudebněn Michaelem Shaiebem pro festival oslavující Kushnerovo dílo v Guthrie Theater.